# Leslie Coutterand

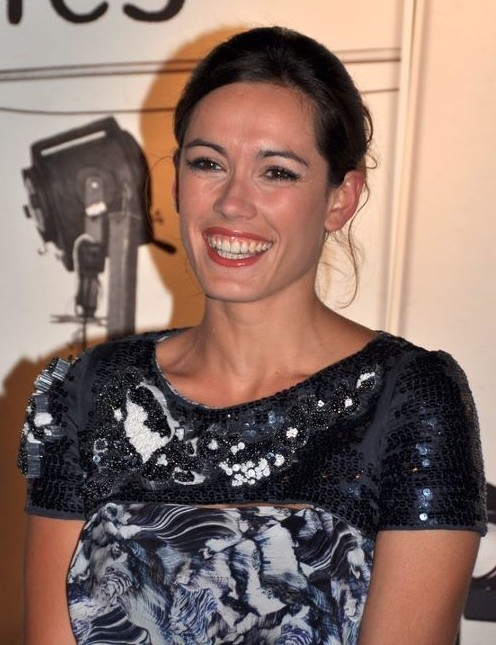

Leslie Coutterand (20 ottobre 1984) è un'attrice francese.

## Biografia
Leslie Coutterand inizia la sua carriera in alcuni cortometraggi al cinema e in alcune serie in ruoli secondari: (Cellule Identité su M6, o Nos années pension su France 2). 
Ottiene in seguito il suo primo ruolo principale nella serie Déjà vu con Arnaud Cordier e Elea Clair su France 2. Interpreta il personaggio di Alexandra, una giovane liceale che in seguito a un incidente acquista il potere di tornare indietro nel tempo. L'attrice ha mantenuto il ruolo anche nella seconda stagione della serie su France 2 che è stata girata in Asia (Vietnam, Singapore). Nel 2009, Leslie Coutterand è stata scelta per incarnare il nuovo viso della pubblicità « Head and shoulders » che dovrebbe uscire nella prima metà del 2010.

## Filmografia
- 2010 : « Spirale » di Pascal Pinson
- 2010 :  Pub Head and shoulders diffusion Europe Attrice principale
- 2009 : Pub télé per eBay.fr: attrice principale
- 2009 :  Déjà vu (seconda stagione) : Alexandra
- 2007 : Déjà vu (prima stagione) : Alexandra
- 2007 : Nos années pension (seconda stagione) : Lucie